# Donjon de Bours
Le donjon de Bours est un vestige médiéval situé sur la commune de Bours, dans le département du Pas-de-Calais, en France. 
Classé monument historique depuis 1965, il est érigé au XIVe siècle.
Il s'agit de l'un des plus anciens logis nobles de la région.

## Localisation
Le donjon de Bours se trouve dans le village de Bours dans le nord de la France, dans la région du Pas-de-Calais appelée le Ternois, entre Saint-Pol-sur-Ternoise et Bruay-la-Buissière.

## Historique

### Époque médiévale
La seigneurie était composée d’un grand ensemble terrien et du domaine castral avec ferme et dépendances. Aujourd'hui, il ne subsiste que le petit château.
Les premiers sires de Bours apparaissent dans les chartes des comtes de Saint-Pol, fin du XIIe siècle, avec Adam de Bours, qui engage la dîme de Bours aux frères hospitaliers de Haute-Avesnes.
La seigneurie était constituée de deux fiefs : les terres avec le château (tenus du château de Saint-Pol) et les terres des « Alighes », tenus du château d'Arras dont le nom apparait pour la première fois dans un compte des baillis d'Arras en 1336.
Les seigneurs de Bours se succèdent jusqu'à la mort sans postérité de Jehan de Bours en 1389. Sa défunte mère Jeanne de Mailly étant mariée à Mathieu de Bours, les terres passent aux Mailly, grande famille noble picarde.
Au cours du XVIe siècle, des conflits récurrents opposent François Ier et Charles Quint, roi des Espagnes. L'Artois, possession des Pays-Bas espagnols, est durement touchée par cette guerre. Ainsi, en 1537 et en 1543, le château est brulé par les troupes françaises. Ce sinistre détruit l'intérieur de la tour mais pas ses murs, car le grès est un matériau qui résiste au feu.
C'est également au cours de ce siècle que la tour passe à la famille des Noyelles.

### Époque moderne
Au début de cette période, le château est peu habité par ses propriétaires.
À la fin du XVIe siècle, le manoir passe à la famille Sainte-Aldegonde, puissante famille originaire de Saint-Omer, à la suite du mariage d'Alexandrine de Noyelle et de Maximilien de Sainte-Aldegonde. Mais les barons de Bours sont étranglés par les dettes provoquées par les guerres franco-espagnoles et les créanciers saisissent la terre pour la mettre en vente en 1699.
Charles-Joseph de Sainte-Aldegonde récupère tout de même la petite seigneurie et se déclare « Baron de Bours, Seigneur de Fresnes des Alliguez et autres lieux ». Il est marié à une roturière, Monique Cogé, décédée en 1735. Avec la mort de ce couple, la tour cesse d'être une résidence seigneuriale et tombe en ruine. Seule la ferme est encore habitée.

### De la Révolution française jusqu'à de nos jours
Pendant la Révolution française, avec la suppression des droits féodaux, le domaine est soumissionné, vendu puis racheté par les Saint-Aldegonde.
La ruine se poursuit. Les bâtiments de la ferme sont démolis au XIXe siècle.
Après le rachat du domaine par la famille Salmon à la fin du XIXe siècle, l'instigation de l'abbé Routier empêche la destruction du donjon.
Inscrit à l'inventaire supplémentaire en 1946, il est ensuite classé monument historique en 1965. Quelques années plus tard, une grande campagne de restauration est menée par les architectes des bâtiments de France jusqu'à la fin des années 1980.
De 1982 à 2014, l'édifice accueille les bureaux de la mairie de la commune de Bours. Entre-temps, une association le CRAH (Cercle de recherches archéologiques et historiques) se crée et organise des visites guidées.
La gestion du site est désormais confiée à la communauté de communes du Pernois qui souhaite transformer le lieu en centre historique. Avant cela, de septembre 2014 à septembre 2015, la restauration du clos et couvert a permis de stopper l'urgence sanitaire (rejointoiement extérieur complet, restitution de la voute d'arête en cave, réfection des menuiseries).

## Description

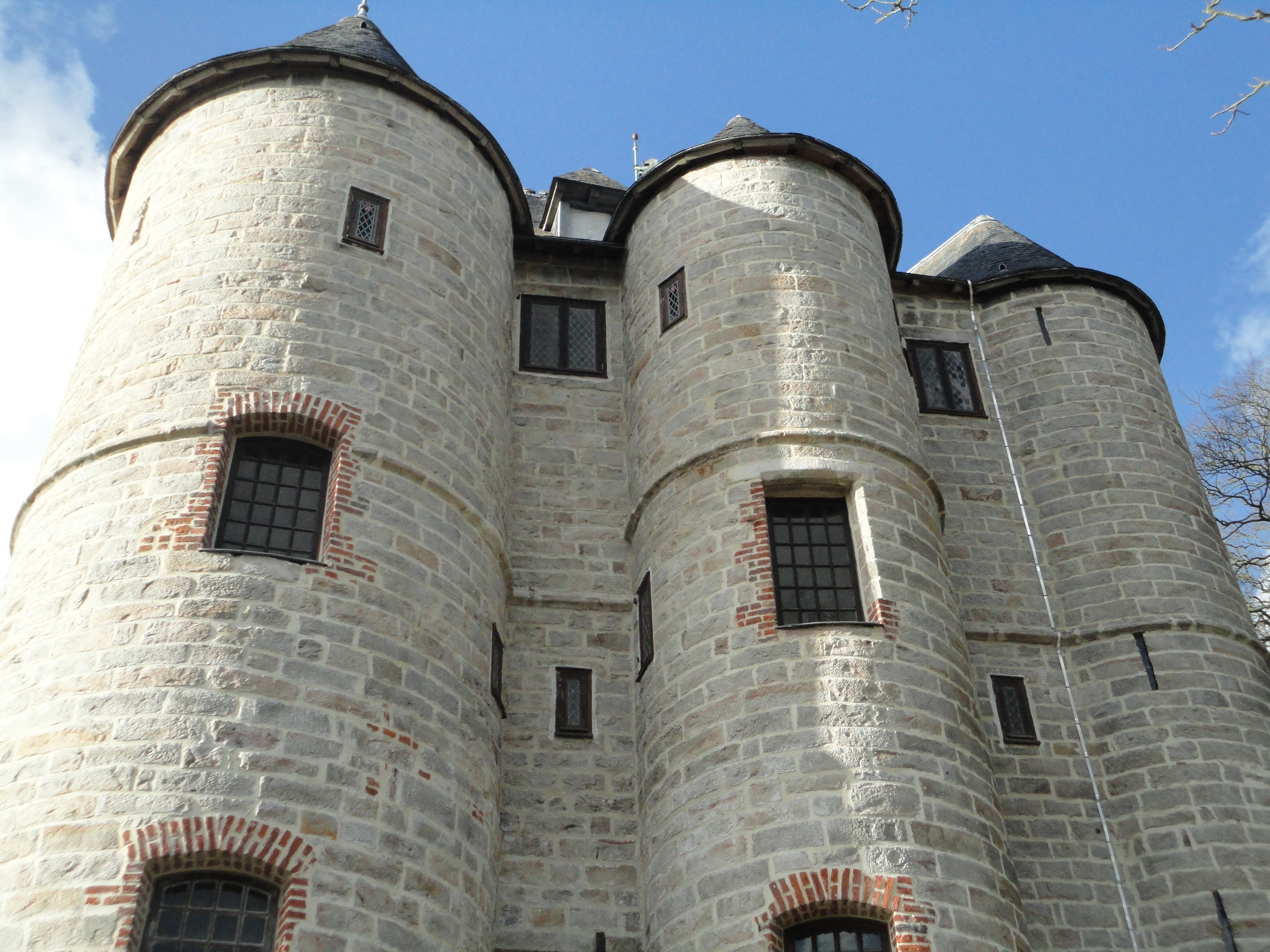
Face sud avec les trois tourelles encorbellées au diamètre dégressif.

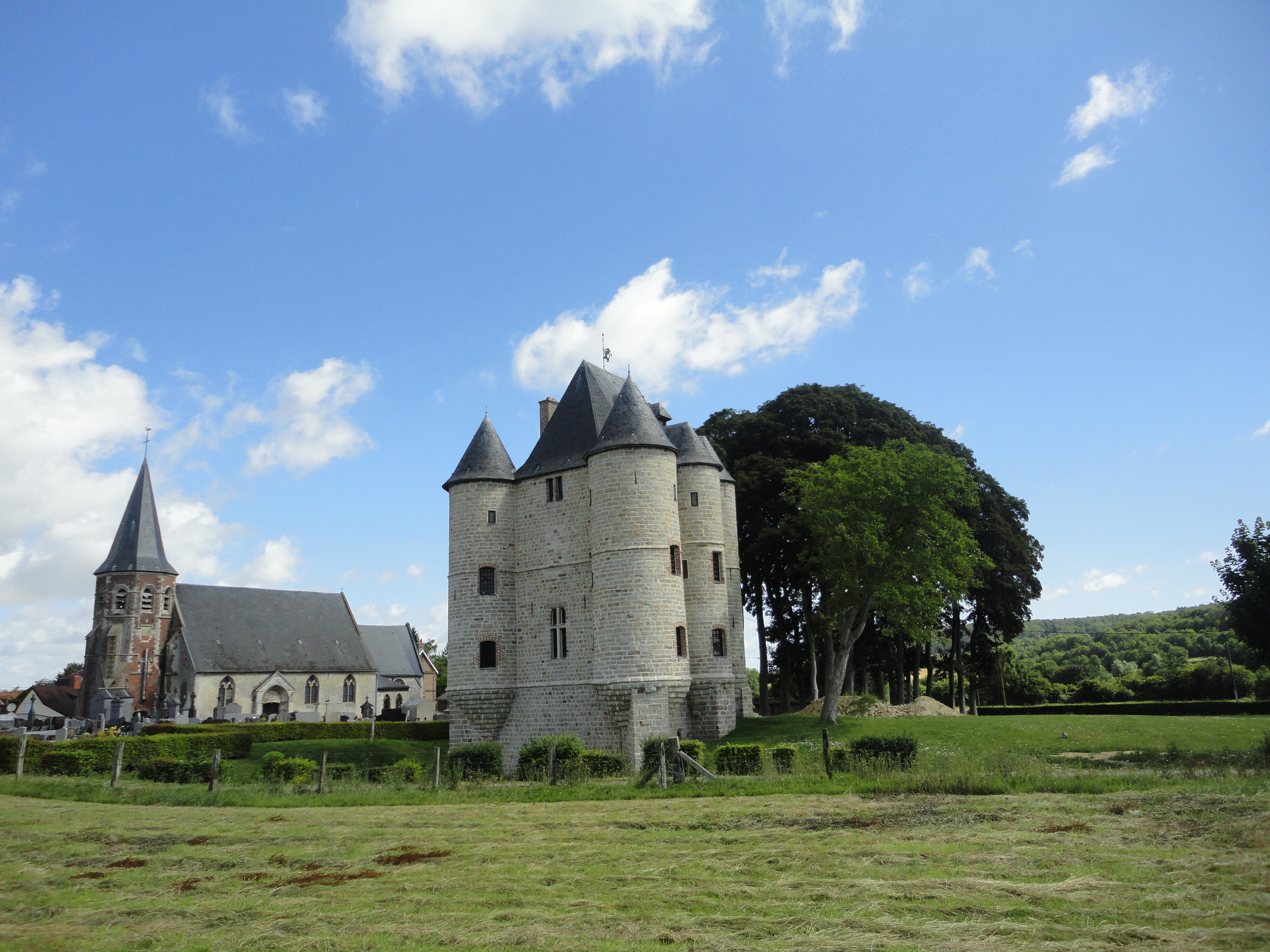
Site du Donjon de Bours, 2015.

Cette tour entièrement en grès d’Artois est construite accolée à l’ancienne motte féodale. Elle se compose d'une base carrée flanquée de six tourelles cylindriques en encorbellement : quatre aux angles et deux au milieu des faces nord et sud. Ces tourelles sont coiffées de toits en poivrière et ont un diamètre dégressif. Plus on s'éloigne de l'entrée du château, plus elles ont un diamètre important, ce qui donne un aspect massif à ce modeste édifice.
Malgré son allure robuste donnée par l'utilisation originelle exclusive du grès, c’est en réalité un château d’apparat dont la fonction principale est de loger la famille noble. Sa structure est faite pour impressionner mais l'épaisseur des murs (à peine 30 centimètres pour les tourelles) accrédite la fonction résidentielle du lieu.
Peu de systèmes de défense sont présents. Il y a des douves anciennement en eau qui ceinturaient partiellement la tour et dont les traces sont encore visibles, les archères dans la cave et la présence d'un assommoir à l'entrée du château. Un pont dormant composait l'ancienne entrée.
Son apparence générale est très sobre, sans souci décoratif, ce qui accentue son aspect fonctionnel.
Situé en plein centre du village, dans une cuvette, la maison-forte faisait partie à l'origine d'un ensemble castral typique d'une seigneurie moyenne de l'Artois avec sa haute-cour agrémentée d'un jardin et une basse-cour composée d'une ferme et de bâtis légers. Cette dernière a entièrement été détruite au XIXe siècle.